# FA Cup 2000-2001
La FA Cup 2000-2001 è stata la centoventesima edizione della competizione calcistica più antica del mondo. È stata vinta dal Liverpool contro l'Arsenal.

## Primo turno
| Incontro | Squadra in casa        | Risultato | Squadra fuori casa |
| -------- | ---------------------- | --------- | ------------------ |
| 1        | Blackpool              | 3-1       | Telford Utd        |
| 2        | Chester City           | 1-1       | Plymouth           |
| Replay   | Plymouth               | 1-2       | Chester City       |
| 3        | Chesterfield           | 0-1       | Bristol City       |
| 4        | Darlington             | 6-1       | Sudbury            |
| 5        | Bournemouth            | 2-0       | Swansea City       |
| 6        | Barnet                 | 2-1       | Hampton & Richmond |
| 7        | Barrow                 | 0-2       | Leyton Orient      |
| 8        | Bury                   | 1-1       | Northwich Victoria |
| Replay   | Northwich Victoria     | 1-0       | Bury               |
| 9        | Canvey Island          | 4-4       | Port Vale          |
| Replay   | Port Vale              | 1-2       | Canvey Island      |
| 10       | Yeovil Town            | 5-1       | Colchester Utd     |
| 11       | Reading                | 4-0       | Grays Athletic     |
| 12       | Walsall                | 4-0       | Exeter City        |
| 13       | Macclesfield Town      | 0-1       | Oxford Utd         |
| 14       | Lincoln City           | 4-0       | Bracknell Town     |
| 15       | Luton Town             | 1-0       | Rushden & Diamonds |
| 16       | Swindon Town           | 4-1       | Ilkeston Town      |
| 17       | Wrexham                | 0-1       | Rotherham Utd      |
| 18       | Hednesford Town        | 2-4       | Oldham Athletic    |
| 19       | Wycombe                | 3-0       | Harrow Borough     |
| 20       | Kidderminster          | 0-0       | Burton Albion      |
| Replay   | Burton Albion          | 2-4       | Kidderminster      |
| 21       | Brentford              | 1-3       | Kingstonian        |
| 22       | Northampton Town       | 4-0       | Frickley Athletic  |
| 23       | Leigh RMI              | 0-3       | Millwall           |
| 24       | Carlisle Utd           | 5-1       | Woking             |
| 25       | Scunthorpe Utd         | 3-1       | Hartlepool Utd     |
| 26       | Mansfield Town         | 1-1       | Peterborough Utd   |
| Replay   | Peterborough Utd       | 4-0       | Mansfield Town     |
| 27       | Cardiff City           | 5-1       | Bristol Rovers     |
| 28       | Halifax Town           | 0-2       | Gateshead          |
| 29       | Cheltenham Town        | 4-1       | Shrewsbury Town    |
| 30       | Torquay Utd            | 1-1       | Southend Utd       |
| Replay   | Southend Utd           | 2-1       | Torquay Utd        |
| 31       | Kettering Town         | 0-0       | Hull City          |
| Replay   | Hull City              | 0-1       | Kettering Town     |
| 32       | Stoke City             | 0-0       | Nuneaton Town      |
| Replay   | Nuneaton Town          | 1-0       | Stoke City         |
| 33       | Wigan                  | 3-1       | Dorchester Town    |
| 34       | Gravesend & Northfleet | 1-2       | Notts County       |
| 35       | Cambridge Utd          | 2-1       | Rochdale           |
| 36       | Radcliffe Borough      | 1-4       | York City          |
| 37       | Forest Green           | 0-3       | Morecambe          |
| 38       | Dag & Red              | 3-1       | Hayes              |
| 39       | Aldershot Town         | 2-6       | Brighton           |
| 40       | Havant & Waterlooville | 1-2       | Southport          |

## Secondo turno
| Incontro | Squadra in casa    | Risultato | Squadra fuori casa |
| -------- | ------------------ | --------- | ------------------ |
| 1        | Blackpool          | 0-1       | Yeovil Town        |
| 2        | Chester City       | 3-2       | Oxford Utd         |
| 3        | Darlington         | 0-0       | Luton Town         |
| Replay   | Luton Town         | 2-0       | Darlington         |
| 4        | Bournemouth        | 3-0       | Nuneaton Town      |
| 5        | Bristol City       | 3-1       | Kettering Town     |
| 6        | Walsall            | 2-1       | Barnet             |
| 7        | Northwich Victoria | 3-3       | Leyton Orient      |
| Replay   | Leyton Orient      | 3-2       | Northwich Victoria |
| 8        | Lincoln City       | 0-1       | Dag & Red          |
| 9        | Swindon Town       | 5-0       | Gateshead          |
| 10       | Kidderminster      | 0-2       | Carlisle Utd       |
| 11       | Millwall           | 0-0       | Wycombe            |
| Replay   | Wycombe            | 2-1       | Millwall           |
| 12       | Southend Utd       | 2-1       | Canvey Island      |
| 13       | Scunthorpe Utd     | 2-1       | Brighton           |
| 14       | Cardiff City       | 3-1       | Cheltenham Town    |
| 15       | Southport          | 1-2       | Kingstonian        |
| 16       | Morecambe          | 2-1       | Cambridge Utd      |
| 17       | York City          | 2-2       | Reading            |
| Replay   | Reading            | 1-3       | York City          |
| 18       | Rotherham Utd      | 1-0       | Northampton Town   |
| 19       | Wigan              | 1-1       | Notts County       |
| Replay   | Notts County       | 2-1       | Wigan              |
| 20       | Peterborough Utd   | 1-1       | Oldham Athletic    |
| Replay   | Oldham Athletic    | 0-1       | Peterborough Utd   |

## Terzo turno
| Incontro                              | Squadra in casa   | Risultato | Squadra fuori casa |
| ------------------------------------- | ----------------- | --------- | ------------------ |
| 1                                     | Bournemouth       | 2-3       | Gillingham         |
| 2                                     | Burnley           | 2-2       | Scunthorpe Utd     |
| Replay                                | Scunthorpe Utd    | 1-1       | Burnley            |
| Scunthorpe United vince 5-4 ai rigori |                   |           |                    |
| 3                                     | Liverpool         | 3-0       | Rotherham Utd      |
| 4                                     | Preston N.E.      | 0-1       | Stockport County   |
| 5                                     | Southampton       | 1-0       | Sheffield Utd      |
| 6                                     | Watford           | 1-2       | Everton            |
| 7                                     | Walsall           | 2-3       | West Ham Utd       |
| 8                                     | Leicester City    | 3-0       | York City          |
| 9                                     | Nottingham Forest | 0-1       | Wolverhampton      |
| 10                                    | Blackburn         | 2-0       | Chester City       |
| 11                                    | Sheffield Weds    | 2-1       | Norwich City       |
| 12                                    | Bolton            | 2-1       | Yeovil Town        |
| 13                                    | Sunderland        | 0-0       | Crystal Palace     |
| Replay                                | Crystal Palace    | 2-4       | Sunderland         |
| 14                                    | Derby County      | 3-2       | West Bromwich      |
| 15                                    | Luton Town        | 3-3       | QPR                |
| Replay                                | QPR               | 2-1       | Luton Town         |
| 16                                    | Swindon Town      | 0-2       | Coventry City      |
| 17                                    | Newcastle Utd     | 1-1       | Aston Villa        |
| Replay                                | Aston Villa       | 1-0       | Newcastle Utd      |
| 18                                    | Wycombe           | 1-1       | Grimsby Town       |
| Replay                                | Grimsby Town      | 1-3       | Wycombe            |
| 19                                    | Manchester City   | 3-2       | Birmingham City    |
| 20                                    | Fulham            | 1-2       | Manchester Utd     |
| 21                                    | Portsmouth        | 1-2       | Tranmere           |
| 22                                    | Bradford City     | 0-1       | Middlesbrough      |
| 23                                    | Carlisle Utd      | 0-1       | Arsenal            |
| 24                                    | Chelsea           | 5-0       | Peterborough Utd   |
| 25                                    | Wimbledon FC      | 2-2       | Notts County       |
| Replay                                | Notts County      | 0-1       | Wimbledon FC       |
| 26                                    | Southend Utd      | 0-1       | Kingstonian        |
| 27                                    | Huddersfield Town | 0-2       | Bristol City       |
| 28                                    | Cardiff City      | 1-1       | Crewe Alexandra    |
| Replay                                | Crewe Alexandra   | 2-1       | Cardiff City       |
| 29                                    | Charlton          | 1-1       | Dag & Red          |
| Replay                                | Dag & Red         | 0-1       | Charlton           |
| 30                                    | Morecambe         | 0-3       | Ipswich Town       |
| 31                                    | Leeds Utd         | 1-0       | Barnsley           |
| 32                                    | Leyton Orient     | 0-1       | Tottenham          |

## Quarto turno
| Incontro | Squadra in casa | Risultato | Squadra fuori casa | Spettatori |
| -------- | --------------- | --------- | ------------------ | ---------- |
| 1        | Bristol City    | 1-1       | Kingstonian        | 14.787     |
| Replay   | Kingstonian     | 0-1       | Bristol City       | 3.341      |
| 2        | Southampton     | 3-1       | Sheffield Weds     | 15.251     |
| 3        | Gillingham      | 2-4       | Chelsea            | 10.419     |
| 4        | Blackburn       | 0-0       | Derby County       | 18.858     |
| Replay   | Derby County    | 2-5       | Blackburn          | 15.203     |
| 5        | Aston Villa     | 1-2       | Leicester City     | 26.383     |
| 6        | Bolton          | 5-1       | Scunthorpe Utd     | 11.737     |
| 7        | Crewe Alexandra | 0-1       | Stockport County   | 7.318      |
| 8        | Middlesbrough   | 0-0       | Wimbledon FC       | 20.625     |
| Replay   | Wimbledon FC    | 3-1       | Middlesbrough      | 5.991      |
| 9        | Sunderland      | 1-0       | Ipswich Town       | 33.626     |
| 10       | Everton         | 0-3       | Tranmere           | 39.207     |
| 11       | Wycombe         | 2-1       | Wolverhampton      | 9.617      |
| 12       | Manchester City | 1-0       | Coventry City      | 24.637     |
| 13       | QPR             | 0-6       | Arsenal            | 19.003     |
| 14       | Manchester Utd  | 0-1       | West Ham Utd       | 67.029     |
| 15       | Charlton        | 2-4       | Tottenham          | 18.101     |
| 16       | Leeds Utd       | 0-2       | Liverpool          | 37.108     |

## Quinto turno
| Incontro                          | Squadra in casa | Risultato | Squadra fuori casa | Spettatori |
| --------------------------------- | --------------- | --------- | ------------------ | ---------- |
| 1                                 | Liverpool       | 4-2       | Manchester City    | 36.231     |
| 2                                 | Southampton     | 0-0       | Tranmere           | 15.232     |
| Replay                            | Tranmere        | 4-3       | Southampton        | 12.910     |
| 3                                 | Leicester City  | 3-0       | Bristol City       | 20.905     |
| 4                                 | Bolton          | 1-1       | Blackburn          | 22.048     |
| Replay                            | Blackburn       | 3-0       | Bolton             | 20.318     |
| 5                                 | Sunderland      | 0-1       | West Ham Utd       | 36.005     |
| 6                                 | Tottenham       | 4-0       | Stockport County   | 36.040     |
| 7                                 | Wycombe         | 2-2       | Wimbledon FC       | 9.650      |
| Replay                            | Wimbledon FC    | 2-2       | Wycombe            | 9.464      |
| Wycombe Wanderers vince ai rigori |                 |           |                    |            |
| 8                                 | Arsenal         | 3-1       | Chelsea            | 38.096     |

## Sesto turno
| Arbitro: | Steve Bennett |

|           |           |                           |
| İzzet 68’ | Marcatori | 50’ McCarthy 90’ Essandoh |

| Arbitro: | Alan Wiley |

|                       |           |                                                   |
| Yates 47’ Allison 58’ | Marcatori | 11’ Murphy 27’ Owen 52’ Gerrard 82’ (rig.) Fowler |

| Arbitro: | Andy D'Urso |

|                        |           |                             |
| Pearce 43’ Todorov 72’ | Marcatori | 31’, 57’ Rebrov 62’ Doherty |

| Arbitro: | Jeff Winter |

|                               |           |  |
| Wiltord 2’ Adams 5’ Pires 36’ | Marcatori |  |

## Semifinali
| Arbitro: | Graham Poll |

|                      |           |             |
| Vieira 33’ Pires 74’ | Marcatori | 14’ Doherty |

| Arbitro: | Paul Durkin |

|          |           |                       |
| Ryan 88’ | Marcatori | 78’ Heskey 83’ Fowler |

## Finale
| Arbitro: | Steve Dunn |

|                 |            |               |
| Owen 83’, 88’   | Marcatori  | 72’ Ljungberg |
| Gérard Houllier | Allenatori | Arsène Wenger |